# Сухие Челбасы
Сухие Челбасы — хутор в Каневском районе Краснодарского края России. Входит в состав Каневского сельского поселения. Расположен на реке Сухая Челбаска.

## География
Хутор расположен в лесостепной зоне, в северной части региона, в 15 километрах от районного центра — станицы Каневской, и в 127 километрах (по асфальтированной трассе) и в 100 километрах (по асфальтированным и просёлочным трассам) от краевого центра — города Краснодара.
Тянется на 3 километра по обе стороны реки Сухая Челбаска.
Почва — чернозём.
Улиц две: Северная, Южная

## Население
| 2002 | 2010 |
| ---- | ---- |
| 800  | ↘749 |

## Инфраструктура
Градообразующее предприятие — агрофирма-племзавод «Победа». На хуторе находится бригада № 6 и ферма № 5 данной агрофирмы. Предприятие занимается сельским хозяйством (растениеводство и животноводство).
На хуторе действует общеобразовательная школа № 19, отделение «Почта России», сельский дом культуры, сельская библиотека, фельдшерско-акушерский пункт ЦРБ ст.Каневской, продуктовый магазин "Как в Греции", магазин промышленных товаров "Всё для дома", магазин "Молочные продукты" фирмы "Калория", по средам и пятницам работает рынок.

## Транспорт
Несколько раз в день ходит рейсовый автобус №101, по маршруту Каневская-Челбасская-Каневская.
Из ст.Каневской автобус отправляется с автовокзала "Далматин" (ул.Привокзальная, д.1А), следует по ст.Каневской, потом заезжает в х.Сухие Челбассы и пос.Кубанская Степь, заканчивает маршрут у автокассы ст.Челбасской (ул.Красноармейская, возле дома №56). Затем автобус осуществляет движение в обратном направлении до ст.Каневской, также, с заездом в х.Сухие Челбассы и пос.Кубанская Степь. 
На хуторе 3 остановки общественного транспорта: на Центральной площади (центр хутора), возле школы №19 (ул.Северная, д. 69) и на трассе «Каневская-Челбасская».